# Снегоочиститель (путевая машина)

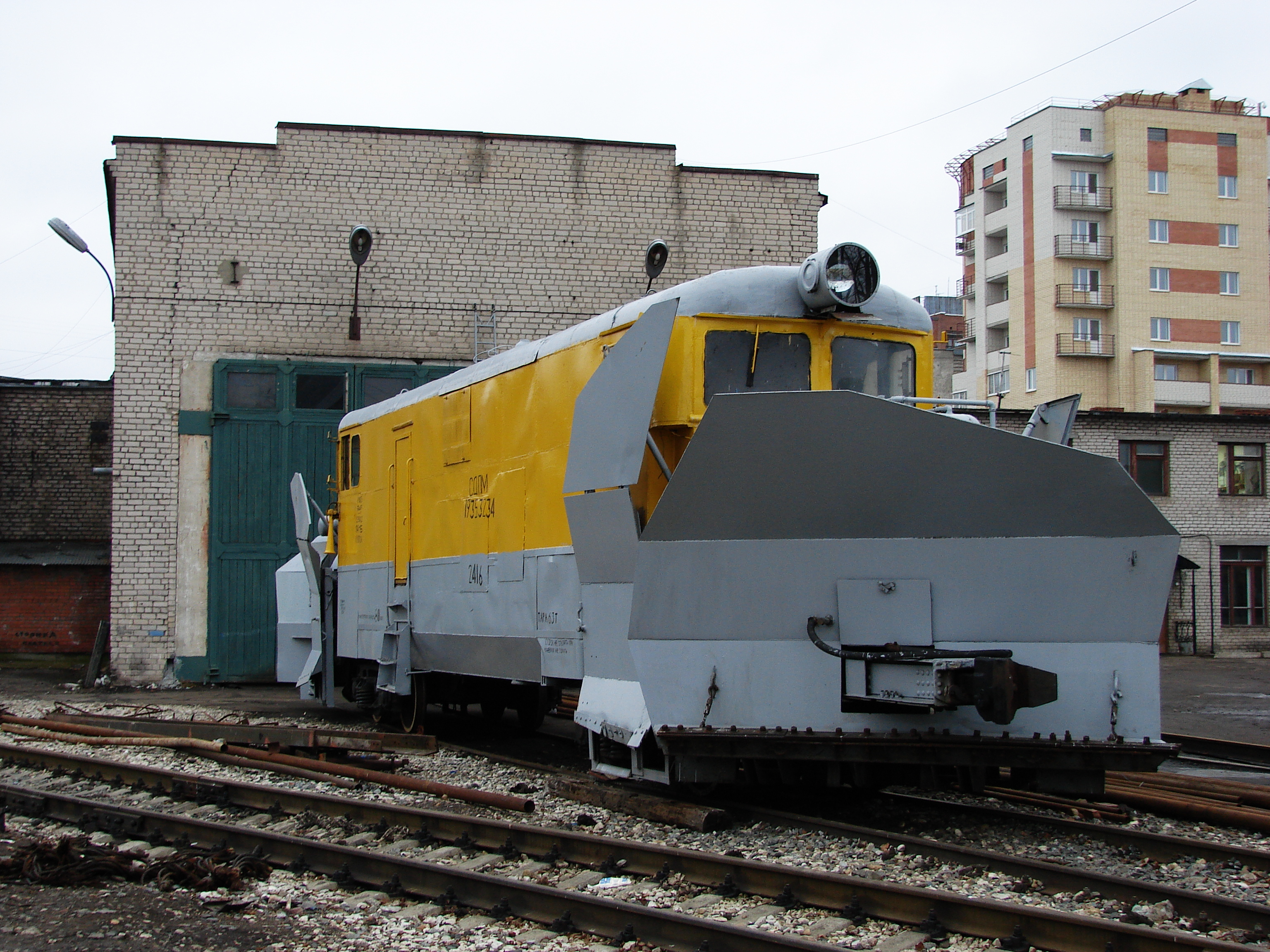
Снегоочиститель СДПМ

Снегоочиститель двухпутный плужный модернизированный — путева́я машина для очистки железнодорожных путей от снега.

## Конструкция и типы

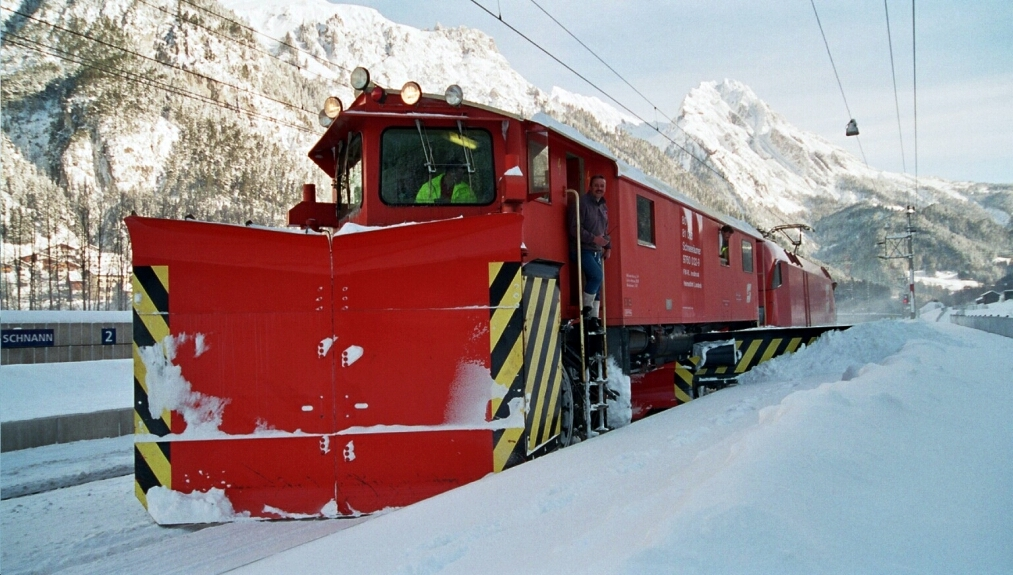
Снегоочиститель Австрийских федеральных железных дорог

Снегоочиститель представляет собой специализированный вагон, на котором размещены снегоочистительные устройства, двигатели, механизмы управления, осветительное и другое оборудование. Снегоочистительные устройства выполняются в виде клинового плуга (однопутный снегоочиститель), отвальных щитов (двухпутный снегоочиститель), двухгранного отвального плуга (таранный снегоочиститель), роторов или фрез (роторный снегоочиститель), сопла, подающего выхлопные газы от турбореактивного двигателя (реактивный снегоочиститель). Перемещаются снегоочистители подталкиванием локомотивом (как правило тепловозом) либо от автономного бензинового двигателя (реактивный снегоочиститель).

## Применение

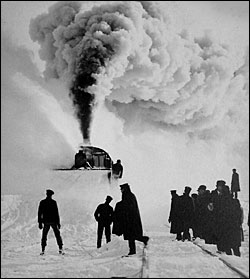
Работа роторного снегоочистителя в Миннесоте

Очистку перегонов при толщине снежного покрова до 0,6 метра осуществляют однопутным плуговым снегоочистителем с отбросом снега в обе стороны пути. При заносах до 1,5 метров на двухпутных и многопутных участках используют двухпутные плуговые снегоочистители с отсыпкой снега в полевую сторону. Плуговые снегоочистители обеспечивают ширину расчищенной полосы от 2,95 до 5,1 метров (при открытых боковых крыльях). Более мощные таранные снегоочистители применяют на перегонах при заносах 2—2,5 метра, преимущественно в сильно заносимых выемках. Ширина пробиваемой траншеи до 5,2 метра. Расчистку перегонов от снега слоем толщиной 2,5—4,5 метра обеспечивают мощные снегоочистители с электроприводом рабочих органов: одного или двух роторов-питателей и одного выбросного ротора, отбрасывающего снег в полевую сторону на расстояние до 50 метров. Двигатели роторных снегоочистителей запитаны от генератора тепловоза. Эти снегоочистители пробивают траншею шириной 5—6 метров. Очистку станционных путей, стрелочных переводов, горловин станций ведут реактивными снегоочистителями, базой которых служит автодрезина (или платформа) с установленным на ней турбореактивным двигателем. Через расположенное сзади сопло горячие выхлопные газы выдуваются на путь, сдувая, растапливая и испаряя снег.

## Рабочие скорости
Рабочие скорости снегоочистителей:
- плугового от 40 до 70 километров в час
- таранного — до 45 километров в час
- роторного — до 10 километров в час
- реактивного — 15 километров в час

## Галерея

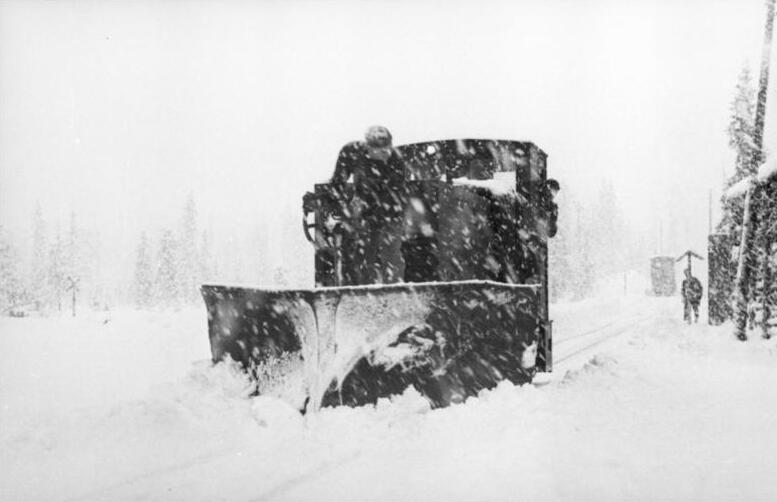
Клиновый снегоочиститель на военно-полевой железной дороге, декабрь 1943
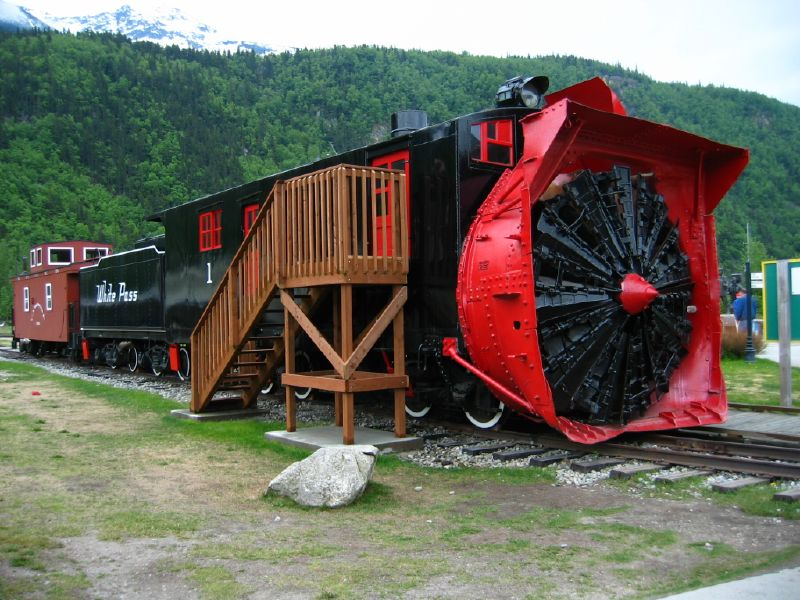
Роторный снегоочиститель
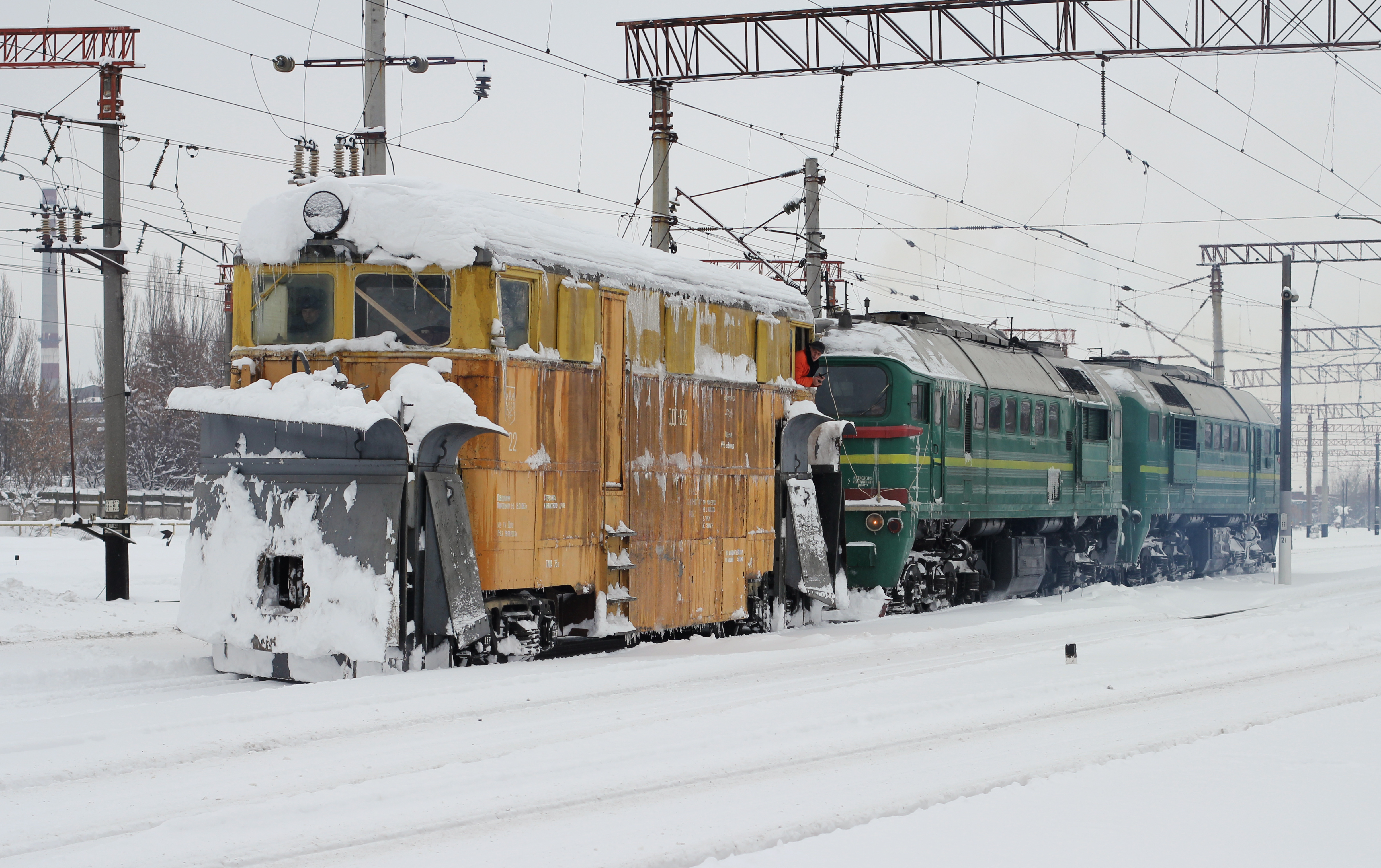
Плужный снегоочиститель СДП
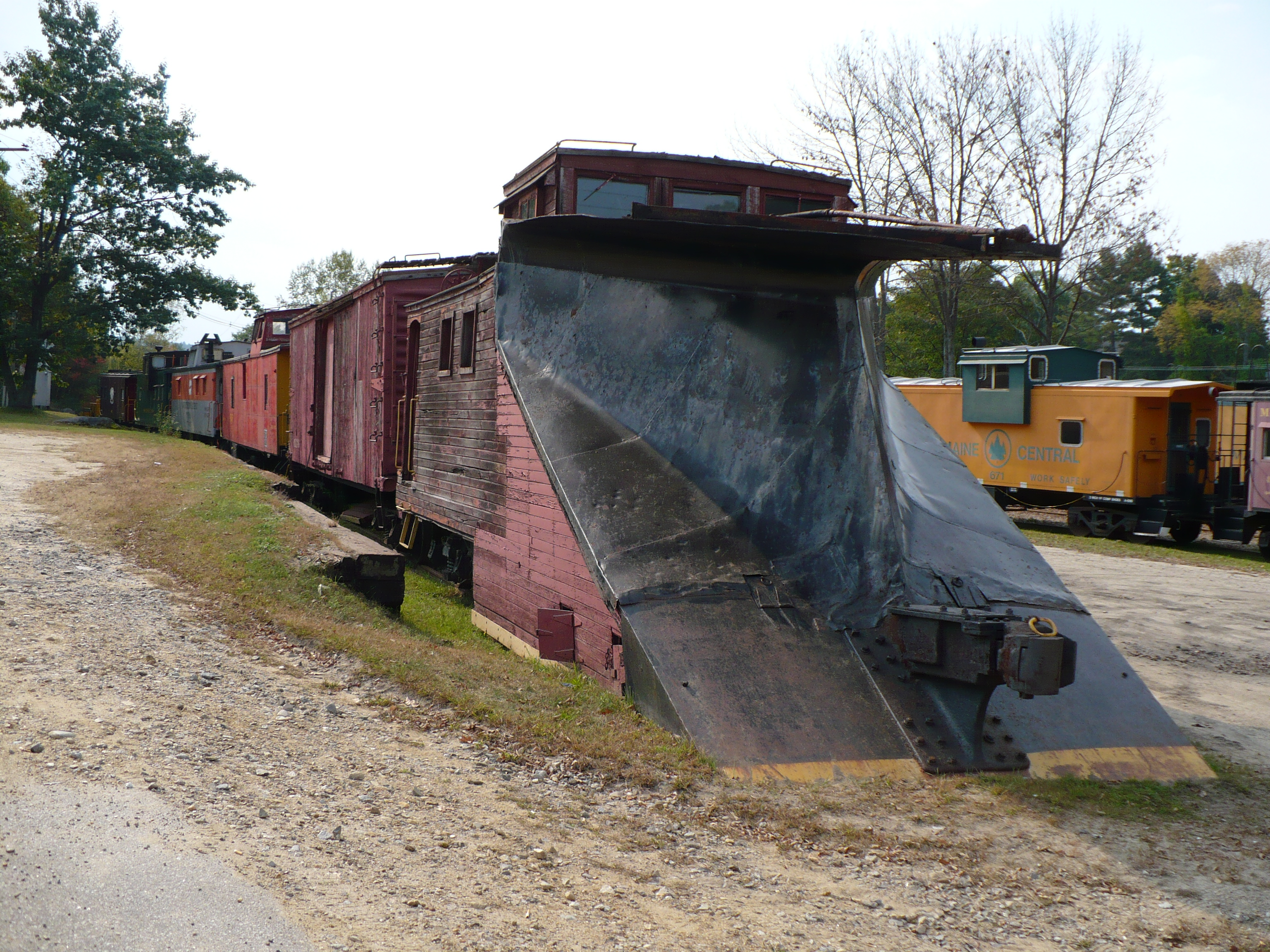
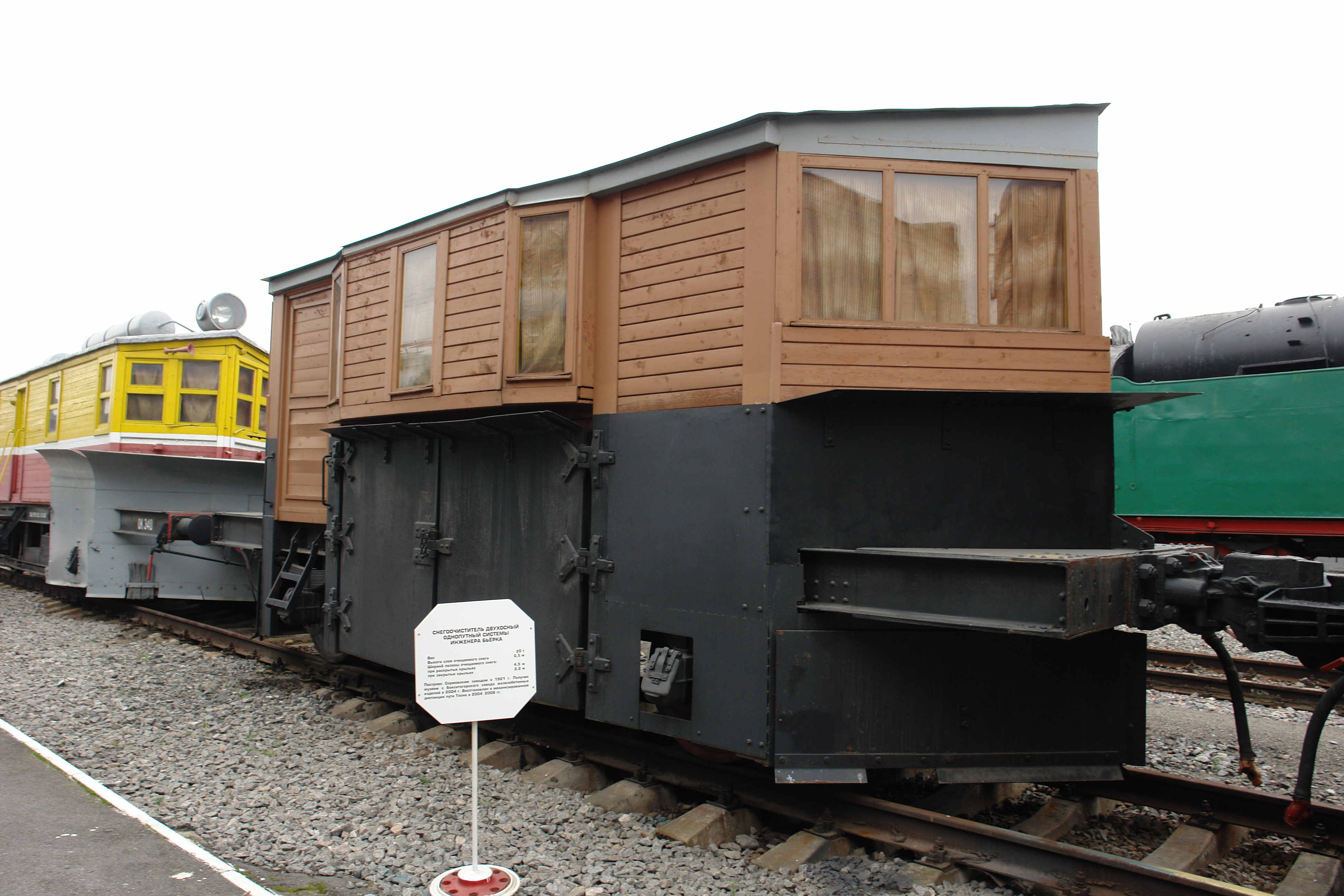
Снегоочиститель системы инженера Бьёрка
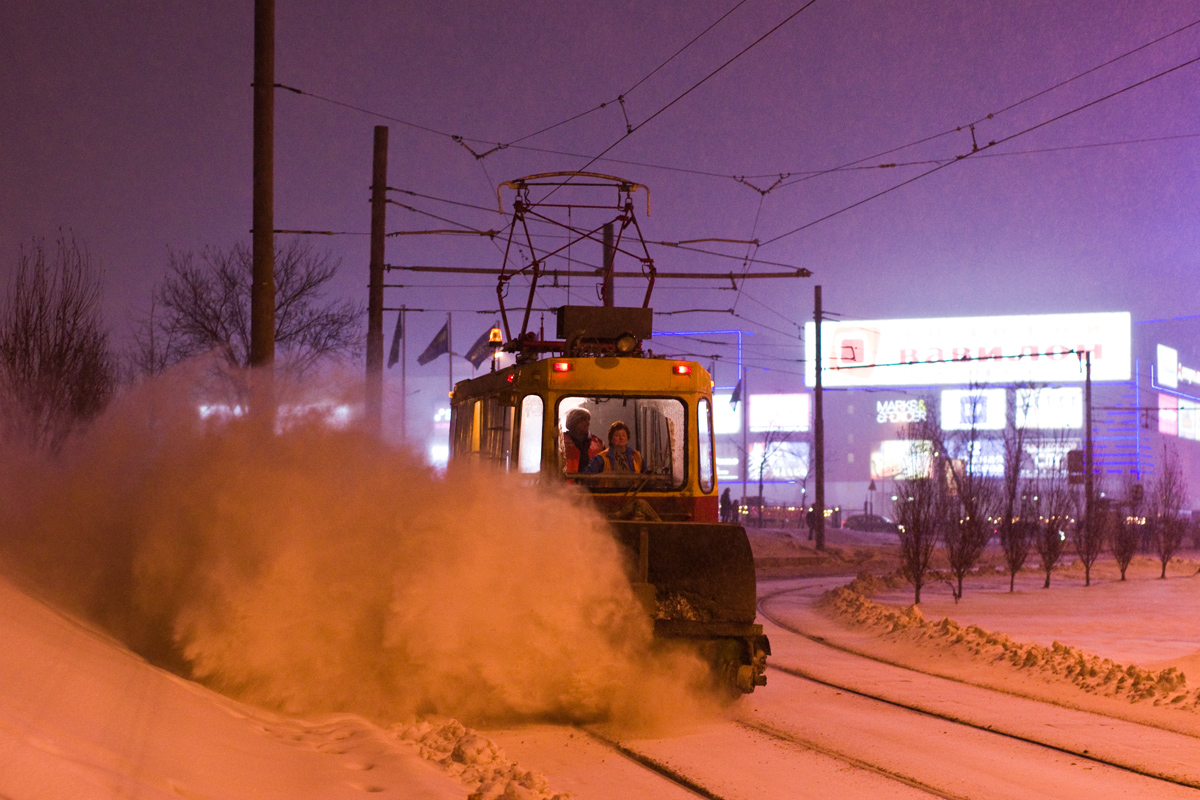
Работа щёточного трамвайного снегоочистителя ГС-4

## Интересные факты
Идею создания машины для борьбы со снежными заносами впервые выдвинул А.С. Пушкин в письме к А. И. Одоевскому: 
```
„Для сего должна быть выдумана новая машина. О высылке народа и о найме работников для сметания снега нечего думать: это нелепость“
[
2
]
```